# Correio da Manhã
Correio da Manhã (Morgonposten på svenska) är en portugisisk dagstidning och nättidning, grundad 1979, som utkommer i Lissabon, Portugals huvudstad.